# Роучдејл (Индијана)
Роучдејл (енгл. Roachdale) град је у америчкој савезној држави Индијана.

## Демографија
По попису из 2010. године број становника је 926, што је 49 (-5,0%) становника мање него 2000. године.
| Група             | 2000.       | 2010.       |
| Белци             | 968 (99,3%) | 918 (99,1%) |
| Афроамериканци    | 2 (0,2%)    | 0 (0,0%)    |
| Азијати           | 0 (0,0%)    | 0 (0,0%)    |
| Хиспаноамериканци | 0 (0,0%)    | 4 (0,4%)    |
| Укупно            | 975         | 926         |